# Lipsothrix errans
Espèce
Lipsothrix errans est un insecte de la famille des Limoniidae. On le rencontre sur des arbres tombés au sol et dans des ruisseaux ombragés. La larve se développe généralement sur des bouts de bois en décomposition flottant sur des ruisseaux.

## Synonyme
- Limnobia errans Walker, 1848

## Première publication
(en) Walker, F. 1848. List of the specimens of dipterous insects in the collection of the British museum. London, 1: 1-229. Texte complet